# Корнілов Федір Петрович
Федір Петрович Корнілов (7 (19) березня 1809, м. Домбровиця, Рівненський повіт, Волинська губернія, Російська імперія — 24 (5) серпня 1895, поблизу Харкова, Російська імперія) — державний діяч Російської імперії.

## Біографія
Народився в 1809 році в містечку Домбровиця (нині — місто Дубровиця Рівненської області).
- 1829 — закінчив Благородний пансіон при Царськосільському ліцеї з срібною медаллю[1].
- В 1829 році прикомандирований до батарейної № 1 роті лейб-гвардії Артилерійської бригади.
- В листопаді 1829 року призначений у канцелярію Комітету міністрів.
- З 1830 року по 1833 рік не служив.
- З лютого 1833 року — чиновник при директорі Департаменту різних податків і зборів Міністерства фінансів.
- З серпня 1833 року — помічник столоначальника Департаменту різних податків і зборів Міністерства фінансів.
- З січня 1836 року — помічник бухгалтера, а з липня — старший помічник бухгалтера Департаменту різних податків і зборів Міністерства фінансів.
- В 1837–1838 роках — у відпустці за станом здоров'я.
- В 1839 році — член Тимчасового комітету для визначення попередніх заходів про переведення з Воронежа в Тамбов училища для дітей канцелярських служителів.
- З 1840 року по 1843 рік — член і секретар Тамбовського комітету Товариства піклування за в'язницями.
- З 1844 року — начальник 3 відділення Департаменту загальних справ Міністерства внутрішніх справ.
- З 1848 року — керуючий канцелярії московського військового генерал-губернатора.
- З 1849 року — член Московського комітету Общества попечения о тюрьмах (укр. Товариства піклування про тюрми).
- З 1851 року — дійсний член Московського художнього товариства.
- З 3 (15) липня 1859 по 6 (18) травня 1861 — Московський цивільний губернатор.
- З 6 (18) травня 1861 по 1 (13) січня 1875 — керуючий справами Комітету міністрів.
- З 1861 року — член Комітету піклування заслужених цивільних чиновників (рос. Комитет призрения заслуженных гражданских чиновников).
- З 1862 року — статс-секретар Його Імператорської Величності.
- З 1863 року — член Санкт-Петербурзького Англійського клубу.
- З 1866 року по 1869 рік, з 1872 року по 1875 рік, з 1875 року по 1878 рік і з 1878 року по 1881 рік — почесний мировий суддя по Холмському повіту Псковської губернії.
- З 1875 року по 1895 рік — член Державної ради Російської імперії.
- З 1883 року — член Ради Імператорського Человеколюбивого товариства.
- З 1889 року — віце-голова Імператорського Православного Палестинського товариства.
- 5 вересня 1895 року, по дорозі до Криму, на останній станції перед Харковом, раптово помер у вагоні кур'єрського поїзду.

## Чини
- 1829 рік — колезький секретар.
- 1834 рік — титулярний радник.
- 1836 рік — колезький асесор.
- 1840 рік — надвірний радник.
- 1844 рік — надвірний радник (старшинство з 1843 року).
- 1847 рік — статський радник.
- 1851 рік — дійсний статський радник.
- 1862 рік — таємний радник.
- 1880 рік — дійсний таємний радник.

## Нагороди
- Орден Святого Володимира 1 ступеня (1891)
- Орден Святого Олександра Невського (1871)
- Орден Білого орла (1868)
- Орден Святого Володимира 2 ступеня (1865)
- Орден Святої Анни 1 ступеня (1855)
- Орден Святого Станіслава 1 ступеня (1854)
- Орден Святого Володимира 3 ступеня (1849)
- Орден Святої Анни 2 ступеня (1847)
- Орден Святої Анни 3 ступеня (1845)

## Відгуки сучасників
В 1848 році письменник Володимир Даль в письмі до Погодіна так охарактеризував його якості:
|  | Корнілов людина вельми гарна. Ви знайдете в ньому дуже освічену, розумну, допитливу і благородну людину. Оригінальний текст (рос.) Корнилов человек весьма хороший. Вы найдете в нем очень образованного, умного, любознательного и благородного человека. |

## Сім'я
З руського дворянського роду кінця XVI століття.
Син генерал-лейтенанта Петра Яковлевича Корнілова від шлюбу з Марією Федорівною. Мав 9 братів і сестер.
Одруженим не був, дітей не мав.